# Budești (gmina w okręgu Bistrița-Năsăud)
Budești – gmina w Rumunii, w okręgu Bistrița-Năsăud. Obejmuje miejscowości Budești, Budești-Fânațe, Țagu i Țăgșoru. W 2011 roku liczyła 1856 mieszkańców.